# Itzhak Danziger
Itzhak Danziger, Hebreeuws: יצחק דנציגר, voluit Max Wilhelm Itzhak Danziger, (Berlijn, 26 juni 1916 - Ramla, 11 juli 1977) was een Israëlische beeldhouwer.

## Leven en werk
Itzhak Danziger werd geboren in een Joods gezin in Duitsland dat het zionisme was toegedaan. In 1923 emigreerden zij naar het Britse mandaatgebied Palestina, waar zij zich vestigden in Jeruzalem. Hij kreeg daar zijn schoolopleiding en studeerde aansluitend van 1934 tot 1937 aan de Slade School of Fine Art in Londen. Veelvuldig was hij te vinden in het British Museum, afdeling Egyptische en Assyrische oudheden. Na zijn terugkeer was Danziger een van de voorlopers van de zogenaamde Kanaänitische Beweging een kunstenaarsbeweging (voornamelijk in literaire kringen), waaruit later de "Ofakim Hadashim" (New Horizons) groep ontstond, met bekende leden als o.a. beeldhouwers als Dov Feigin en Danziger.

## Werk

### Nimrod

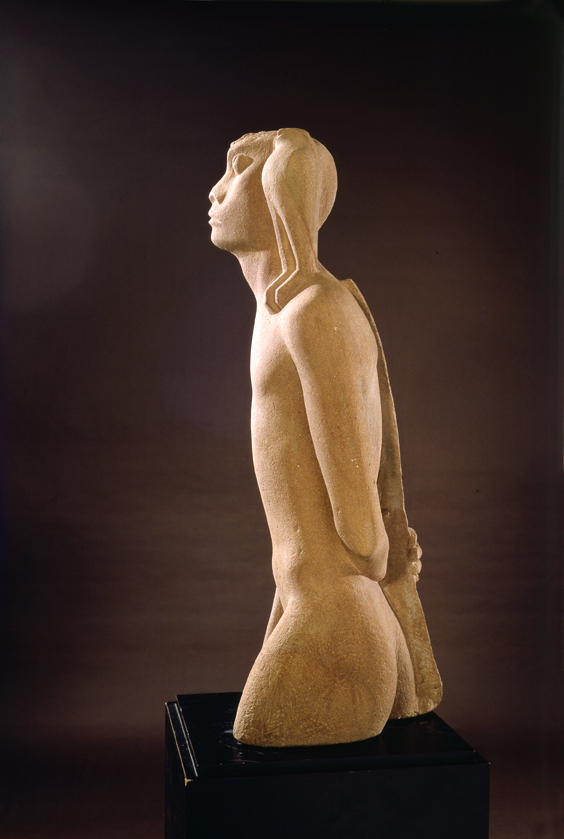
Nimrod (1939), Israel Museum

In de periode van 1938 tot 1939 creëerde hij zijn belangrijkste werk, het beeld Nimrod. Het beeld, slechts 90 cm hoog en gemaakt van rode zandsteen uit Petra in Jordanië, stelt een naakte, onbesneden, jager voor. De stijl toont duidelijk de invloed van de Oude Egyptenaren. De onthulling van het beeld veroorzaakte meteen een schandaal. De Hebreeuwse Universiteit van Jeruzalem, die het werk had opgedragen, was duidelijk niet blij met het resultaat en religieuze kringen tekenden protest aan.
Binnen een paar jaar echter werd het beeld algemeen erkend als zijnde een meesterwerk van Israëlische kunst en heeft een enorme invloed gehad op het werk van latere beeldhouwers, schilders, schrijvers en dichters. Het beeld bevindt zich thans in het Israel Museum in Jeruzalem.

### Nimrod als beweging
Het beeld Nimrod werd snel het embleem van de cultureel-politieke beweging, die zichzelf de "Jonge Hebreeërs" noemde, maar door hun tegenstanders de "Kanaänieten" werd genoemd. Zij wilden zich bevrijden van de strenge orthodoxie, de banden doorsnijden met de Joden uit de diaspora en hun cultuur en zich in plaats daarvan een Hebreeuwse Identiteit aanmeten, gebaseerd op oude mythes, zoals die van Nimrod. Alhoewel de beweging nooit een massale aanhang kreeg, had zij toch een enorme invloed op de Israëlische intelligentsia van de veertiger en de vroege vijftiger jaren van de vorige eeuw.

## Na 1945
In 1945 bezocht Danziger Parijs en in de periode van 1945 tot 1948 reisde hij geregeld tussen Tel Aviv, Parijs en Londen. In Parijs assisteerde hij in die periode Ossip Zadkine en ontmoette hij Constantin Brâncuși.
Van 1948 verlegde hij zijn aandacht van Parijs naar Londen, waar hij tot 1955 woonde, en had hij belangrijke contacten met de beeldhouwers Kenneth Armitage en Eduardo Paolozzi.
Op uitnodiging van het Mexicaanse Olympisch Comité leverde hij in 1967/68 de bijdrage namens Israël het kunstwerk zonder titel, als onderdeel van de beeldenroute Ruta de la Amistad in Mexico-Stad t.g.v. de Olympische Zomerspelen 1968.
In 1946 kreeg hij met Dov Feigin de Dizengoff Prize voor beeldhouwkunst van de stad Tel Aviv en in 1968 ontving hij de Israëlische staatsprijs, Israel Prize in de afdeling beeldhouwkunst.

## Fotogalerij

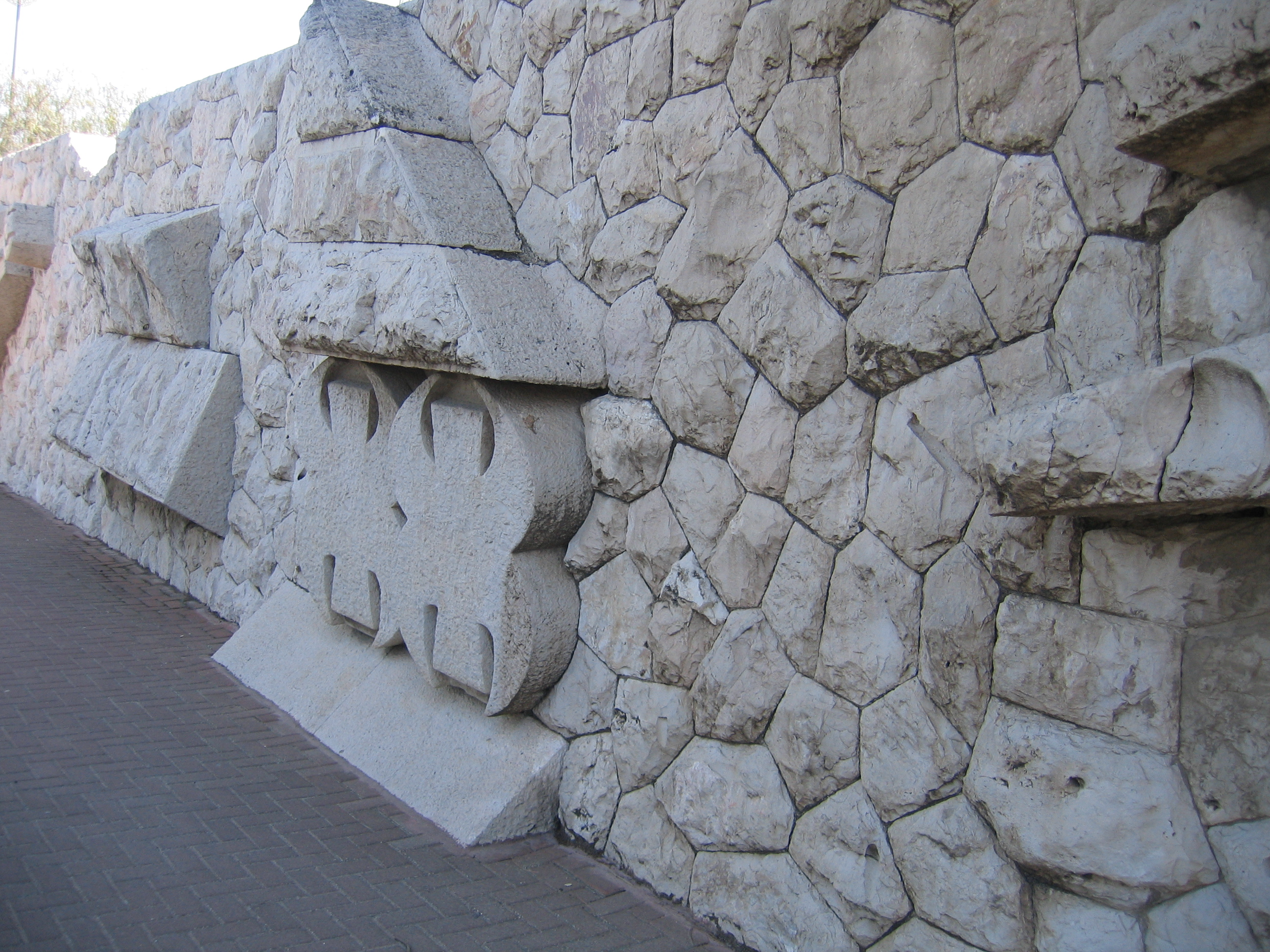
Givar Ram Hebrew University (1958) Jeruzalem
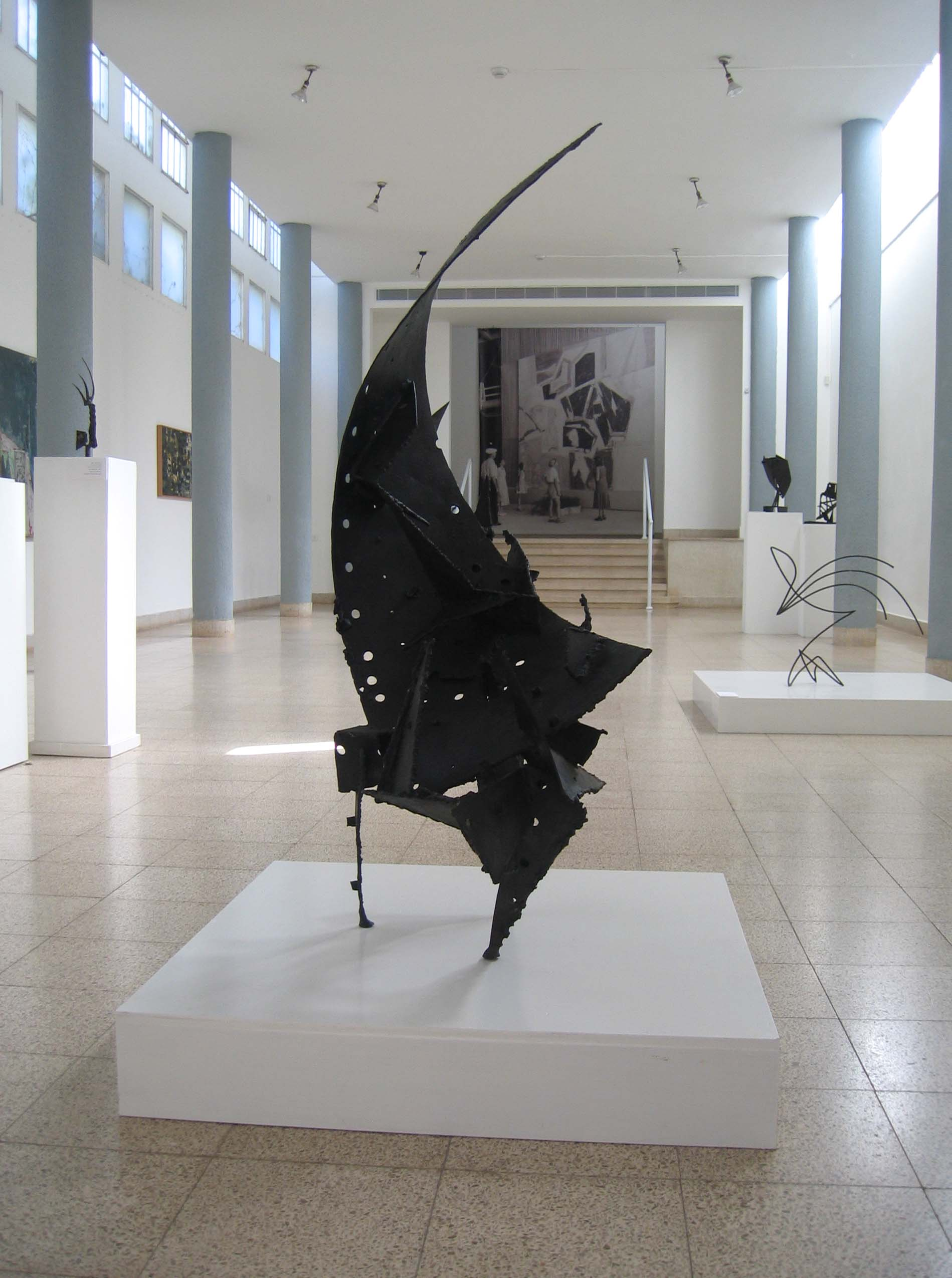
The Burning Bush (1959), Haifa Museum of Art
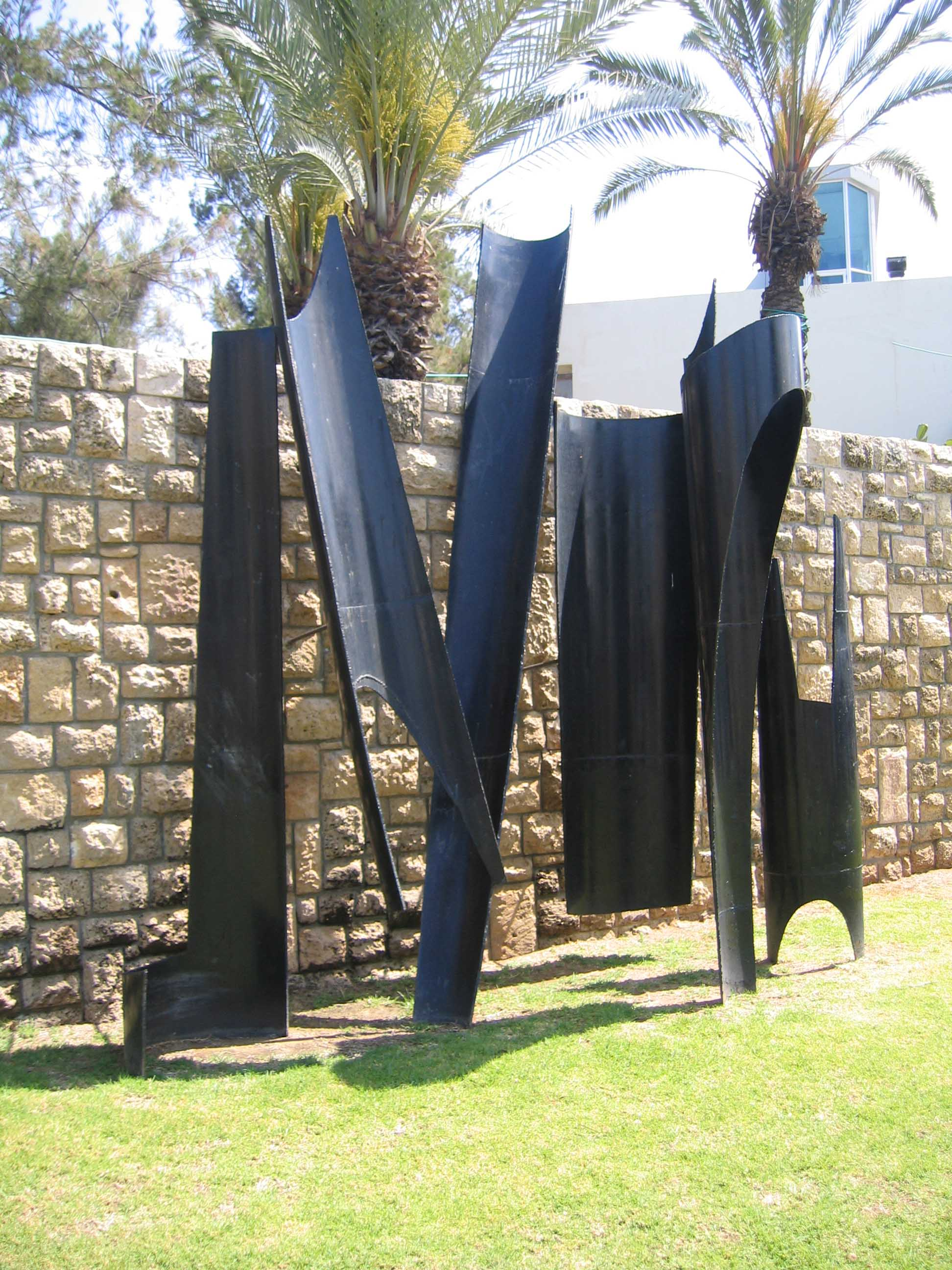
For the Fallen (1962) Holon
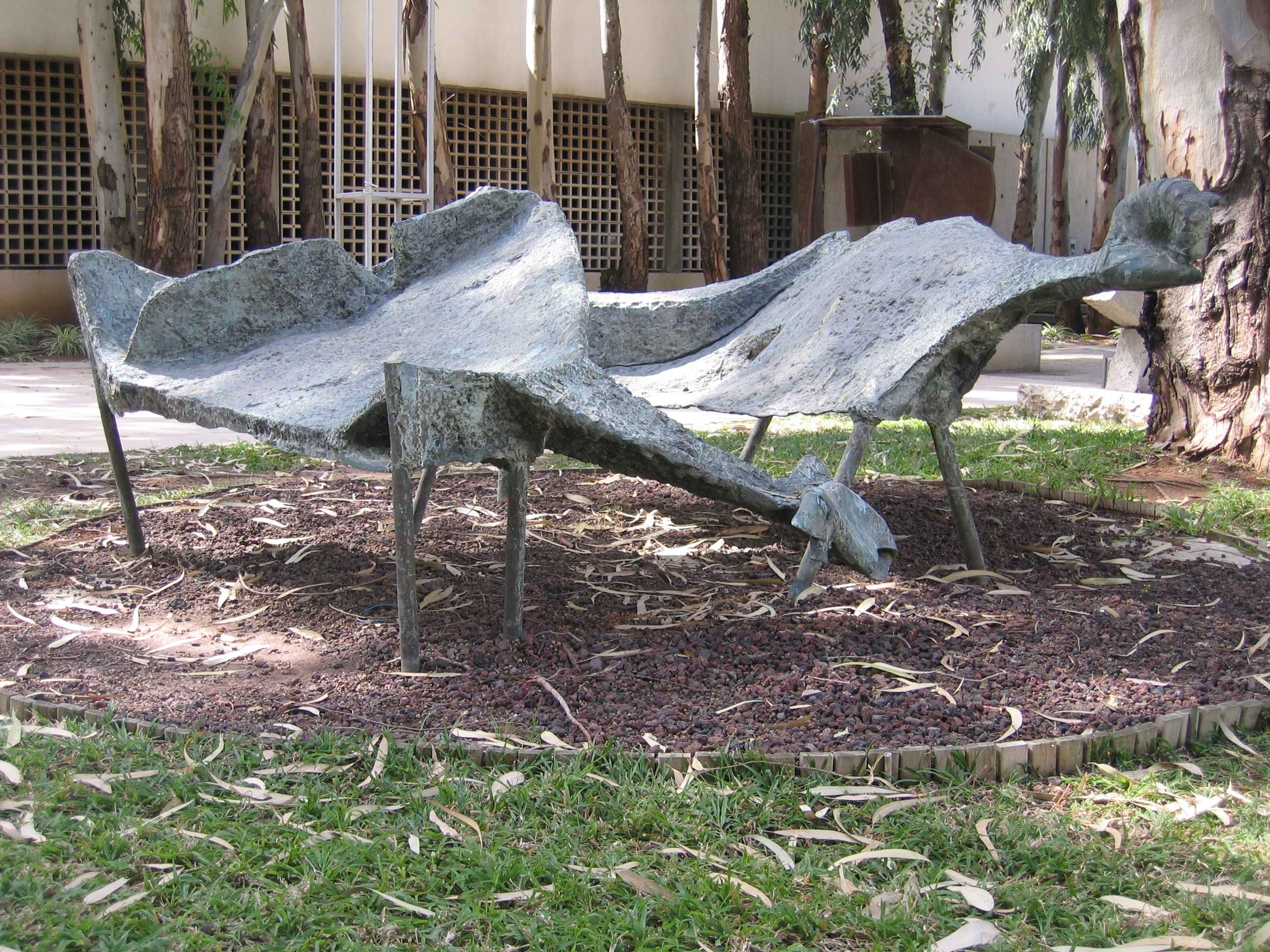
Sheep of the Negev (1963), The Lola Beer Ebner Sculpture Garden
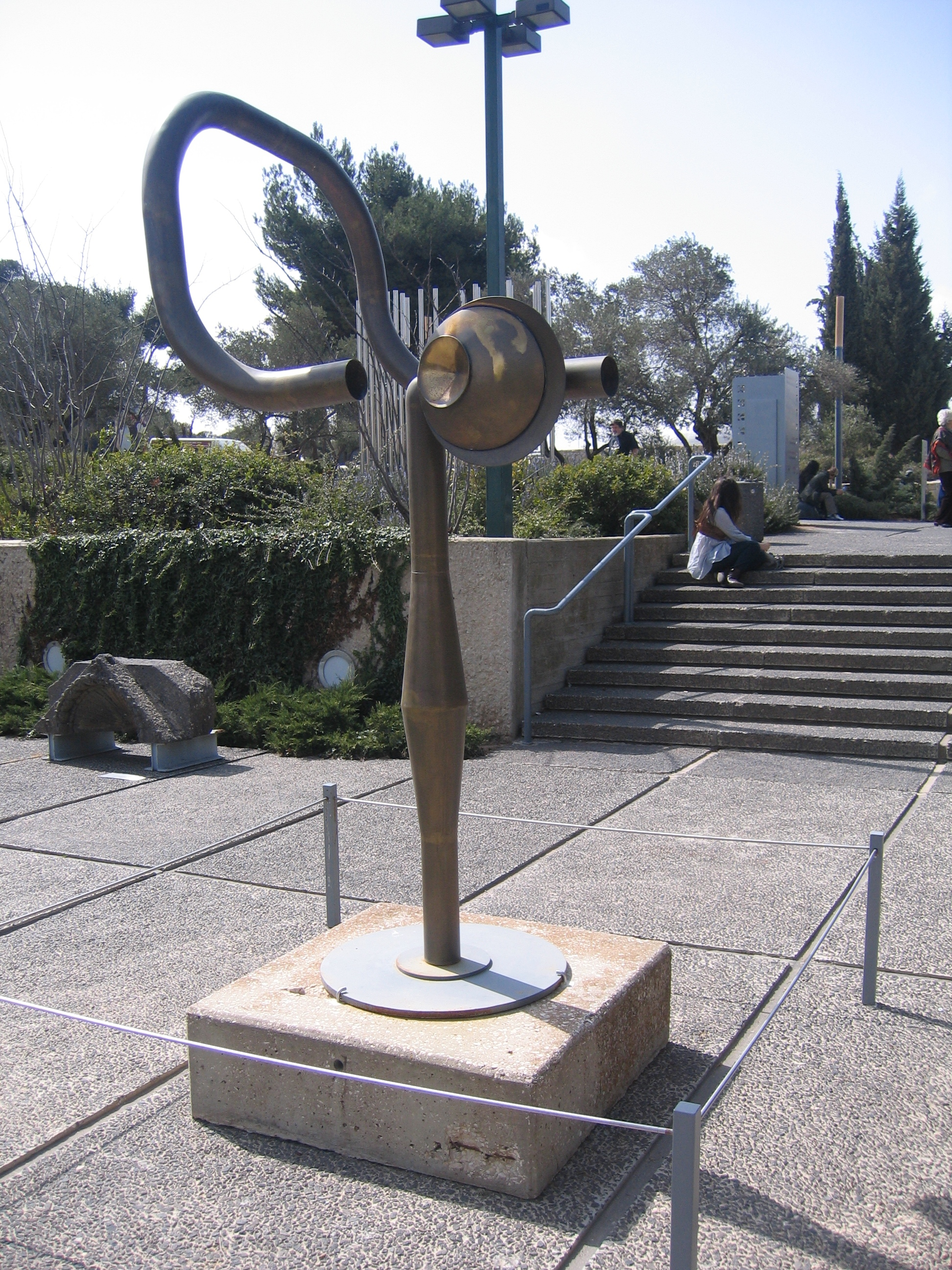
King of the shepherd (1965/6)
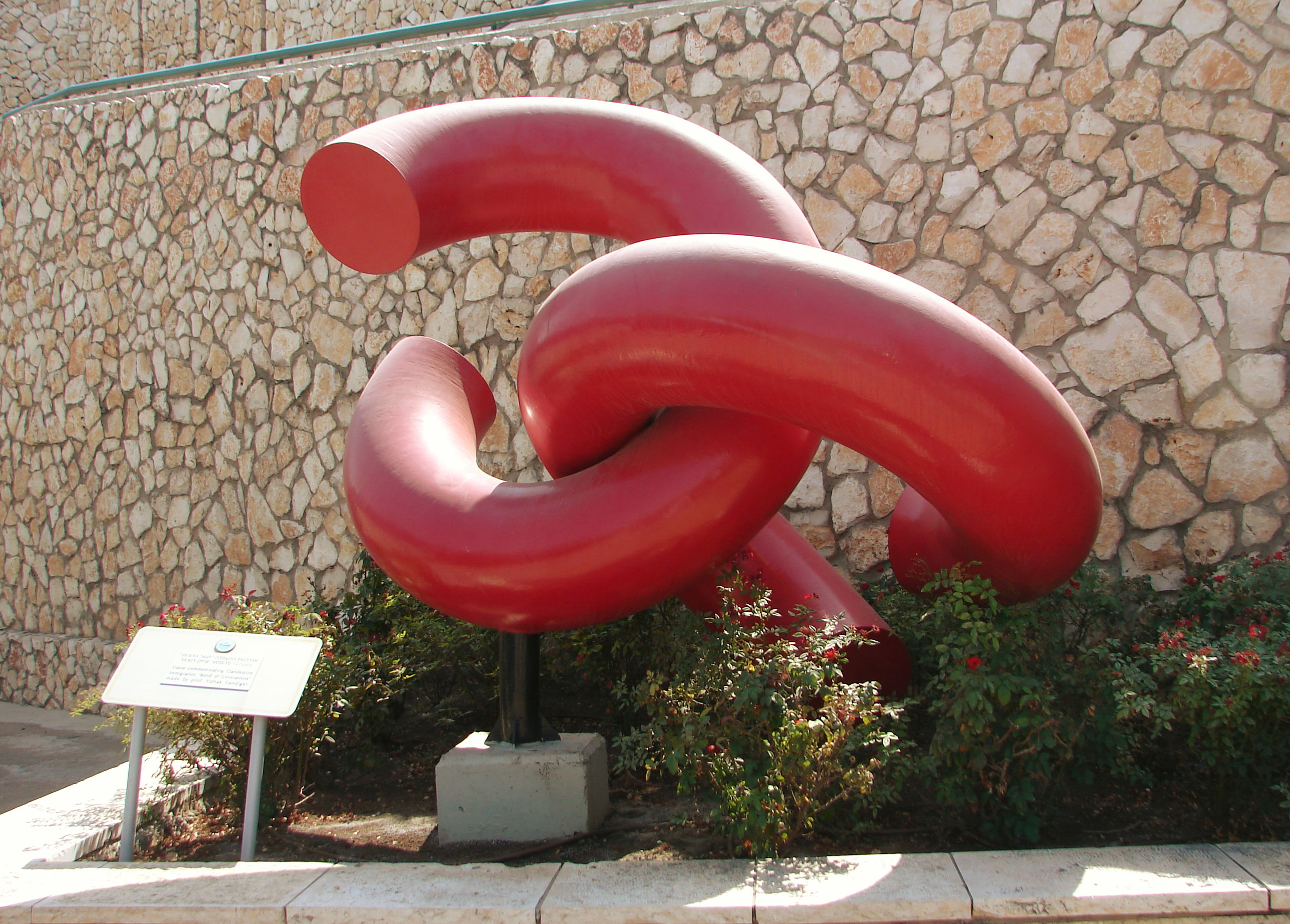
Kesher Hadorot (1969) Haifa

- Gemeinsame Normdatei: 119277956
- Information Center for Israeli Art: 273428
- International Standard Name Identifier: 0000 0001 2211 0751
- Library of Congress Control Number: n82026930
- Nationale Bibliotheek van Israël: 987007260390205171
- RKD-Nederlands Instituut voor Kunstgeschiedenis: 264140
- Système universitaire de documentation: 258138114
- Union List of Artist Names: 500075609
- Virtual International Authority File: 52495521
- WorldCat: E39PBJgMwVtWVvkPVdDrDDPqQq